# EID-stelsel

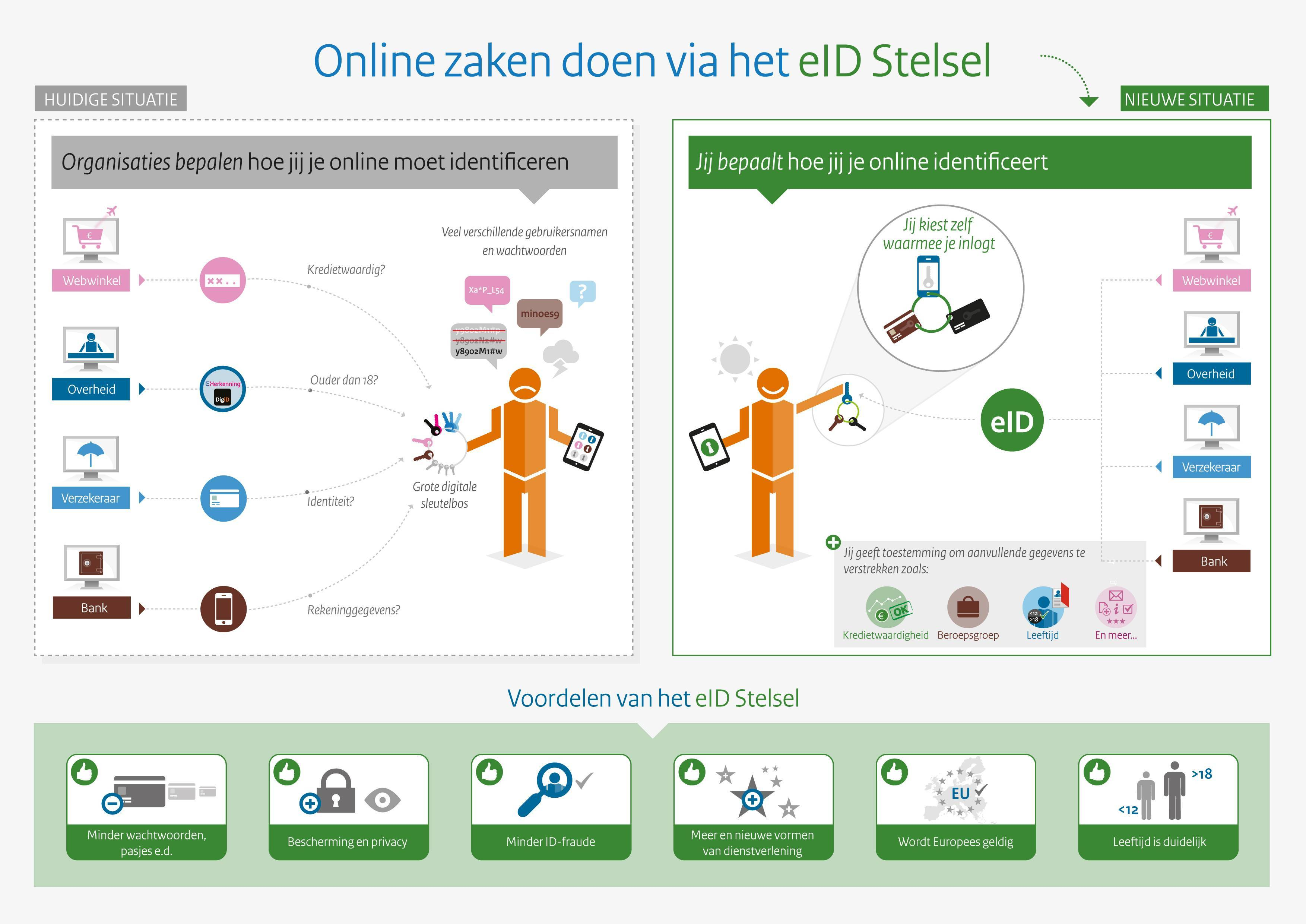
Infographic eID-stelsel

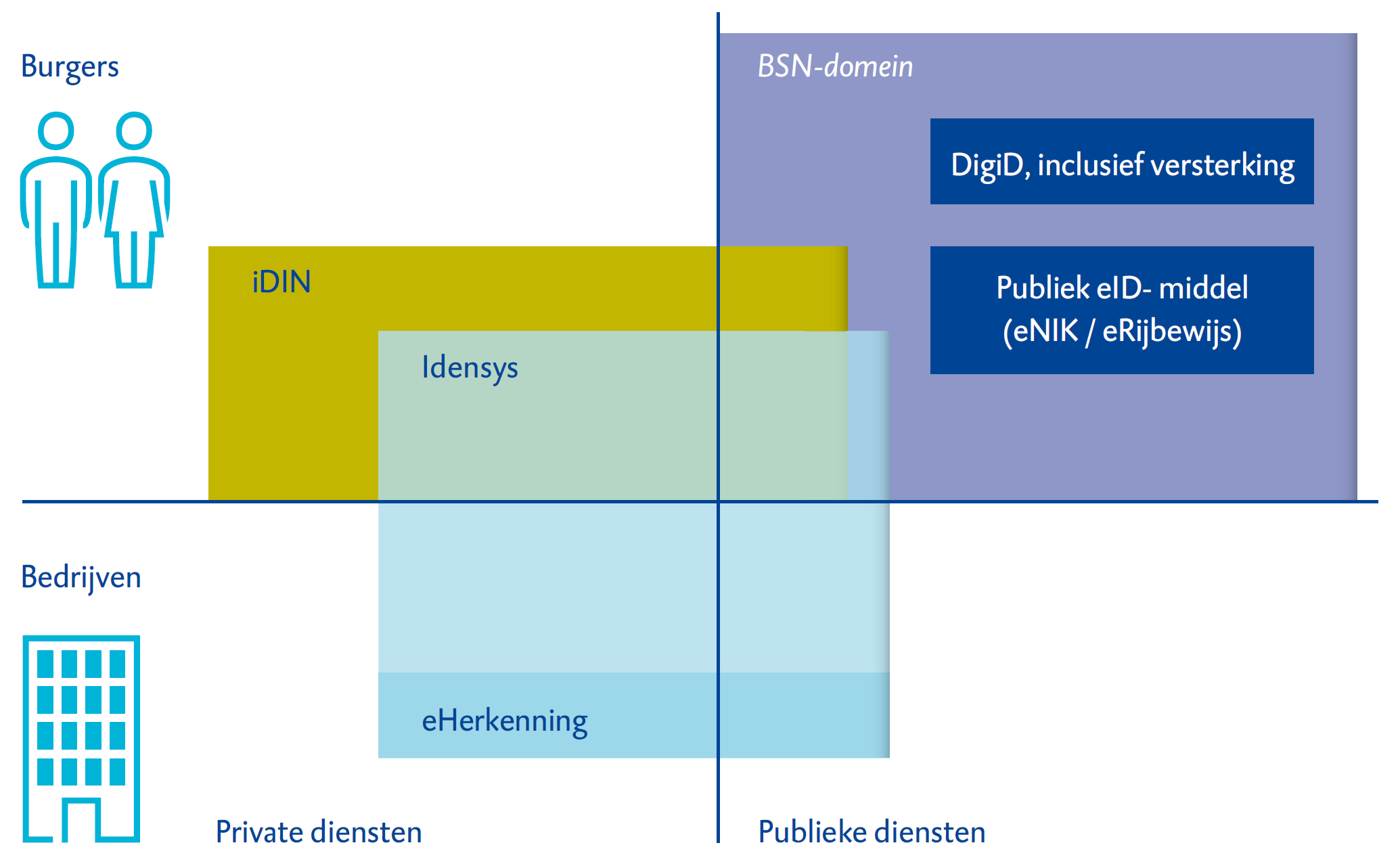
De verschillende domeinen van de authenticatiemiddelen in het eID-stelsel

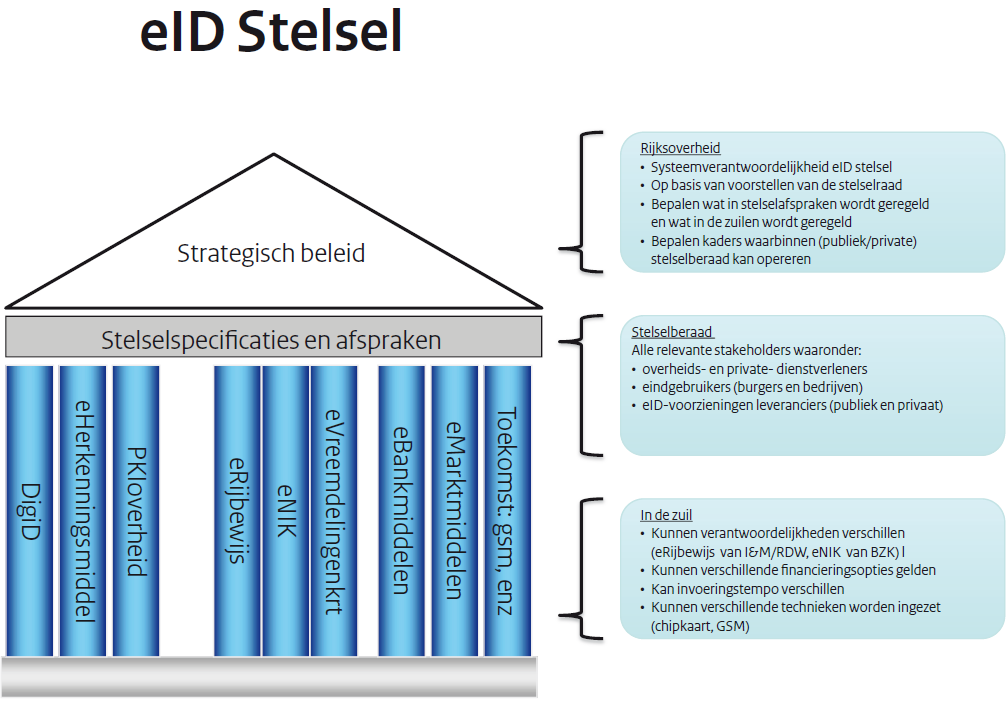
eID-stelsel verkenning uit 2012

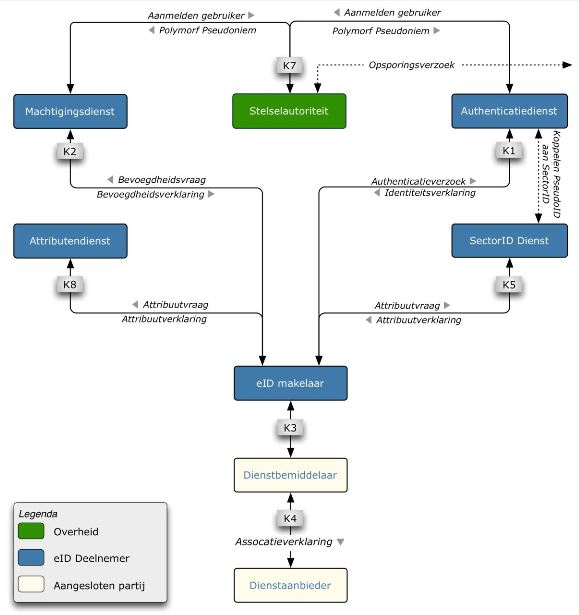
Systeemdiagram met de verschillende componenten van het stelsel en de belangrijkste koppelvlakken

Het eID-stelsel is een Nederlands stelsel dat burgers en bedrijven in staat stelt om veilig online (overheids)diensten af te nemen of hun zaken met de overheid digitaal te regelen. Social logins, zoals die van Facebook en Google, vallen niet onder dit stelsel.

## Wat behelst het eID-stelsel?
Om burgers en bedrijven in staat te stellen veilig online (overheids)diensten af te nemen of hun zaken met de overheid digitaal te regelen, moeten zij hun identiteit kunnen aantonen door gebruik te maken van een zogeheten authenticatiemiddel, zoals DigiD of eHerkenning.
Om de beperkingen van bestaande authenticatiemiddelen te ondervangen zijn, min of meer onafhankelijk van elkaar, verschillende trajecten gestart, waarbij verschillende ministeries betrokken zijn:

### Publieke eID-middelen
De overheid ontwikkelt zelf enkele authenticatiemiddelen, die worden aangeduid als
publieke eID-middelen. Het gaat daarbij om nieuwe versies van zogenoemde WIDdocumenten (Wettelijk Identificatie Document), die voorzien zijn van een geschikte chip. Dit omvat onder andere de authenticatiemiddelen eNIK (elektronische Nederlandse Identiteitskaart) en eRijbewijs. De minister van BZK is hiervoor verantwoordelijk.

### Afsprakenstelsel elektronische toegangsdiensten (ETD-stelsel)
Dit betreft authenticatiemiddelen onder de merknamen eHerkenning en Idensys, welke zijn gebaseerd op een publiek/privaat samenwerkingsverband. Het gaat hier om een afsprakenstelsel waarin verschillende (private) aanbieders van authenticatiemiddelen
en –diensten participeren. Volgens het Instellingsbesluit besturing elektronische toegangsdiensten is de minister van Economische Zaken verantwoordelijk voor dit afsprakenstelsel.

### Inzet van bankmiddelen in het publieke domein
Dit omvat de toepassing van authenticatiemiddelen van banken (merknaam: iDIN) ten behoeve van de Belastingdienst. Daardoor is het mogelijk om, in plaats van DigiD, inlogmiddelen van banken te gebruiken om elektronisch belastingaangifte te doen. De
werking hiervan is vergelijkbaar met het gebruik van iDEAL voor betalingen. De staatssecretaris van Financiën is hiervoor verantwoordelijk.

### Versterking DigiD
Ondertussen werken het ministerie van BZK (Logius) en de Rijksdienst voor het Wegverkeer (RDW) in een pilot samen aan de versterking van DigiD. Met de inzet van een chip op het rijbewijs (eRijbewijs) en toepassing van RDA (Remote Document Authentication) wordt gewerkt aan een hoger
betrouwbaarheidsniveau dan DigiD in de huidige opzet.
Al deze trajecten en middelen maken onderdeel uit van het eID-stelsel in brede zin.

## Kritiek
Op het terrein van de aansturing (governance), de zakelijke rechtvaardiging (business case) en het toezicht moet m.b.t. het eID-stelsel op een aantal wezenlijke randvoorwaarden worden voldaan.
De Algemene Rekenkamer concludeerde in het voorjaar van 2016 dat aan een aantal randvoorwaarden (nog) niet is voldaan:
- De verantwoordelijkheden voor het eID-stelsel zijn niet eenduidig belegd en de governancestructuur is ingewikkeld.
- Op wezenlijke onderdelen van het eID-stelsel moeten nog besluiten worden genomen of uitgewerkt.
- Een actuele integrale business case en alternatievenafweging ontbreken vooralsnog.
- Een integrale visie op de inrichting van het toezicht voor het eID-stelsel ontbreekt.

Om de Tweede Kamer in staat te stellen gefundeerde keuzes te maken over de definitieve inrichting van het eID-stelsel, is het van belang dat het kabinet duidelijkheid schept over deze randvoorwaarden.
Inmiddels is de beleidsverantwoordelijkheid voor de digitale identificatie door burgers en bedrijven bij BZK komen te liggen. Hieronder valt het publiek-private afsprakenstelsel elektronische toegangsdiensten ETD (waaronder eHerkenning en Idensys), het gedeelte van de Europese eIDAS-verordening dat over elektronische identiteiten gaat, en de afstemming van het Europese beleid hierover.
Het ministerie van BZK heeft in februari 2021 een visie beschreven voor digitale identiteit en de taken en verantwoordelijkheden die de overheid invult in deze digitale identiteit-infrastructuur. In die visie wordt een digitale bronidentiteit omschreven als een door de overheid uitgegeven, erkende en in de wet- en regelgeving verankerde, digitale identiteit voor gebruik in de publieke en private sector.